# خيرمان كاماتشو
خيرمان كاماتشو (بالإسبانية: Germán Camacho)‏ هو لاعب كرة قدم مكسيكي، ولد في 7 نوفمبر 1995.

## وصلات خارجية
- خيرمان كاماتشو على موقع قاعدة بيانات كرة القدم.إي يو (الإنجليزية)